# Aéroport de Donnelly
L'aéroport de Donnelly est un aéroport situé en Alberta, au Canada.